# Bettongia pusilla
Bettongia pusilla (лат.) — вид вымерших сумчатых млекопитающих из рода короткомордые кенгуру семейства кенгуровые крысы.
Известен только по костным останкам, обнаруженным в штате Западная Австралия и в пещере Koonalda на равнине Налларбор (отсюда английское и немецкое названия вида: Nullarbor Dwarf Bettong и Nullarbor-Bürstenkänguru) в штате Южная Австралия. Возможно жил после XVI века.
У аборигенов из округа Пилбара в штате Западная Австралия есть слова wirlpa и weelba, относящиеся к очень маленьким кенгуру, описание которых не соответствует ни одному из видов, наблюдавшихся в живых за последние 200 лет. Предположительно это может быть Bettongia pusilla.